# Biss

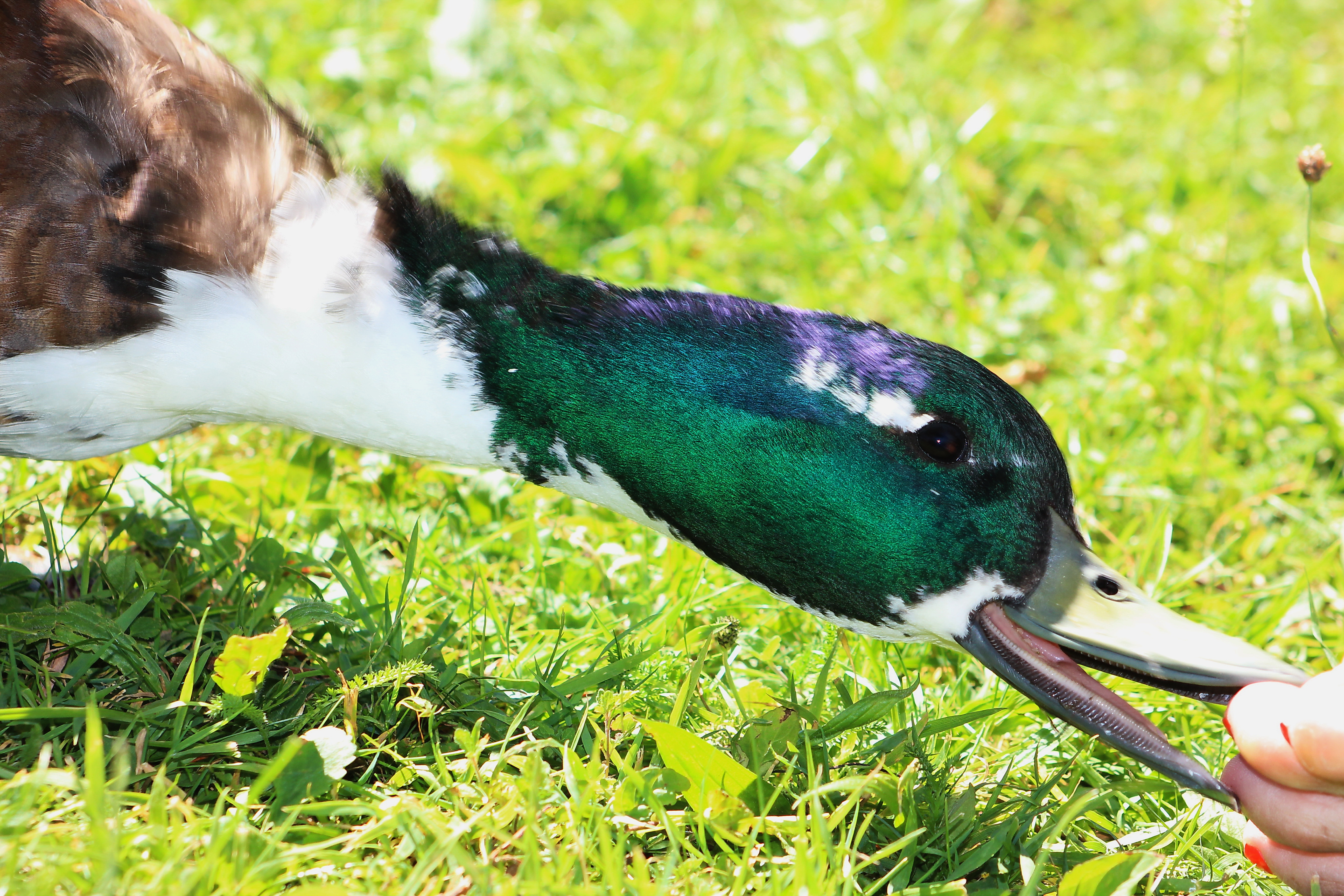
Biss einer Stockente

Der Biss (lateinisch Morsus) bezeichnet den Vorgang des Beißens eines Lebewesens meist unter Verwendung seiner Zähne. Das Beißen ist eine zentrale Aufgabe des Kiefers. Auch das Verwenden von anderen Mundwerkzeugen, etwa von Mandibeln, wird oft als Biss bezeichnet. Außerdem werden durch das Beißen zugefügte Wundstellen (Bissverletzung) oder Wundmale (Bissstelle) mit diesem Wort beschrieben.

## Bedeutung
Lebewesen beißen, um mundgroße Portionen von Nahrung abzutrennen bzw. um die Nahrung oder das Beutetier festzuhalten. Ebenso wird bei Abwehr- oder Angriffsverhalten zugebissen. Die Zähne werden ebenso zum Transport von Gegenständen, Jungtieren oder Beute verwendet. Auch kann in leichterer Form im Spielverhalten gebissen werden.
Bisse können einem anderen Lebewesen Verletzungen (Bisswunden) zufügen (zum Beispiel ein Hundebiss). Dabei können andere Lebewesen getötet oder vergiftet werden (etwa bei einem Schlangenbiss oder Spinnenbiss). Bei einer Bissverletzung können oft Krankheitserreger in die Wunde eindringen und Infektionen verursachen, wie etwa Tetanus, Tollwut oder Entzündungen. Häufig sind Infektionen nach Katzenbissen oder Hundebissen. Je nachdem, ob es sich um Tierbisse oder Menschenbisse handelt kann eine Behandlung (Therapie oder Prophylaxe) mit verschiedenen Antibiotika erforderlich sein. Ein trockener Biss ist ein Biss von Giftschlangen, bei denen kein Gift injiziert wird. Nagetiere nagen regelmäßig, um ihre Zähne zu schärfen.
Nach Bissverletzungen können trotz kleiner Hautverletzung in der Tiefe schwere Infektionen und Schäden verborgen sein. Das Debridement und Offenlassen der Wunde ist obligat:

„There are two kinds of bites. The ones you debride and the ones you wish you had debrided.“

## Biss als Synonym
Der Ausdruck Biss wird im Deutschen auch synonym für Engagement (Anstrengung), Durchsetzungsvermögen oder Stärke verwendet, Biss und beißen auch als das Gelingen von Formschlüssigkeit bei Schrauben im Werkstück oder aufgesetzten Muttern am Gegenstück.

## Etymologie
Das dem Wort Biss (von mittelhochdeutsch biz, „Biss, Bisswunde“) zugrundeliegende gemeingermanische Verb mittelhochdeutsch bīȥen, althochdeutsch biȥ[ȥ]an („spalten, beißen“) gehört zu indogermanisch bheid- „hauen, spalten“ (vgl. Beil).